# Lijst van langste boogbruggen ter wereld

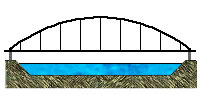
prototype van een boogbrug (met trekband)

Dit is een lijst van langste boogbruggen ter wereld.

## Grootste overspanning
Deze lijst rangschikt de boogbruggen in de wereld op basis van de grootste overspanning, dit is de afstand tussen de pylonen.  Er wordt geen rekening gehouden met de totale lengte van oever tot oever of tussen de landhoofden.  De overspanning staat meestal in verhouding tot de complexiteit van de constructie.
Sinds 2020 is de Derde Pingnanbrug in China, met een overspanning van 575 meter de langste boogbrug ter wereld.  
| Naam                   | Land             | Lengte overspanning in meters | Totale lengte | Type                   | Jaar ingebruikname | Foto                                                |
| ---------------------- | ---------------- | ----------------------------- | ------------- | ---------------------- | ------------------ | --------------------------------------------------- |
| Derde Pingnanbrug      | China            | 575                           | 1.035         | staal, beton           | 2020               | Derde Pingnanbrug, Guigang                          |
| Chaotianmenbrug        | China            | 552                           | 1.741         | staal, trekband        | 2009               | Chaotianmenbrug, Chongqing                          |
| Lupubrug               | China            | 550                           | 3.900         | staal, beton, trekband | 2003               | Lupubrug, Shanghai                                  |
| Bosidengbrug           | China            | 530                           | 841           | staal, beton           | 2013               | Bosidengbrug, Sichuan                               |
| New River Gorge Bridge | Verenigde Staten | 518                           | 924           | staal, zuiver          | 1977               | New River Gorge Bridge, West-Virginia               |
| Bayonne Bridge         | Verenigde Staten | 504                           | 1.761         | staal, trekband        | 1931               | Bayonne bridge, Kill Van Kull, New Jersey, New York |
| Sydney Harbour Bridge  | Australië        | 503                           | 1.149         | staal, trekband        | 1932               | Sydney Harbour Bridge, Sydney                       |
| Wushanbrug             | China            | 460                           | 612           | staal, beton, trekband | 2005               | Wushanbrug, Chongqing                               |
| Wanxianbrug            | China            | 420                           | 864           | beton, zuiver          | 1997               | Wanxianbrug (voorgrond), Wanxian                    |

## Andere boogbruggen
| Naam | Land                  | Lengte overspanning in meters | Totale lengte | Type           | Jaar ingebruikname | Foto                                                                                             |
| --- | --------------------- | ----------------------------- | ------------- | -------------- | ------------------ | ------------------------------------------------------------------------------------------------ |
| Drielandenbrug Langste fietsers- en voetgangersboogbrug                                                                                           | Duitsland / Frankrijk | 238                           | 346           | staal, beton   | 2007               | Drielandenbrug over de Rijn tussen Duitsland en Frankrijk, dicht bij Zwitserse grens             |
| Internationale Brug der Vriendschap Paraguay's economisch onmisbare brug: grensovergang met Brazilië. Tevens de grootste smokkelroute ter wereld. | Brazilië / Paraguay   | 303                           | 552,4         | gewapend beton | 1965               | Vriendschapsbrug over de Paranárivier tussen Brazilië en Paraguay, vlak bij de Argentijnse grens |